# Bohra
Bohra ist ein Ortsteil der Stadt Schmölln im Landkreis Altenburger Land in Thüringen.

## Lage
Bohra liegt nördlich von Schmölln an der Bundesstraße 7 und der Bundesstraße 93. Die Gemarkung des Dorfes befindet sich im Ackerbaugebiet um Schmölln.

## Geschichte
Auf dem Gebiet des heutigen Ortes bestand in der Bronzezeit eine größere Siedlung. Sie wurde im Jahr 2008 gefunden und archäologisch ausgewertet.
Zwischen 1181 und 1214 ist die urkundliche  Ersterwähnung des Ortes nachgewiesen. Bohra gehörte zum wettinischen Amt Altenburg, welches ab dem 16. Jahrhundert aufgrund mehrerer Teilungen im Lauf seines Bestehens unter der Hoheit folgender Ernestinischer Herzogtümer stand: Herzogtum Sachsen (1554 bis 1572), Herzogtum Sachsen-Weimar (1572 bis 1603), Herzogtum Sachsen-Altenburg (1603 bis 1672), Herzogtum Sachsen-Gotha-Altenburg (1672 bis 1826). Bei der Neuordnung der Ernestinischen Herzogtümer im Jahr 1826 kam der Ort wiederum zum Herzogtum Sachsen-Altenburg. Nach der Verwaltungsreform im Herzogtum gehörte Bohra bezüglich der Verwaltung zum Ostkreis (bis 1900) bzw. zum Landratsamt Ronneburg (ab 1900). Das Dorf gehörte ab 1918 zum Freistaat Sachsen-Altenburg, der 1920 im Land Thüringen aufging. 1922 kam es zum Landkreis Altenburg.
Das landwirtschaftlich geprägte Dorf wurde am 1. Juli 1950 nach Schmölln eingemeindet. Bei der zweiten Kreisreform in der DDR wurden 1952 die bestehenden Länder aufgelöst und die Landkreise neu zugeschnitten. Somit kam Bohra als Ortsteil der Stadt Schmölln mit dem Kreis Schmölln an den Bezirk Leipzig; jener gehörte seit 1990 als Landkreis Schmölln zu Thüringen und ging bei der thüringischen Kreisreform 1994 im Landkreis Altenburger Land auf.